# Futuna (Wallis en Futuna)
Futuna is het op een na grootste eiland van Wallis en Futuna.
Als schutspatroon van Futuna en de omringende eilanden geldt de heilige Petrus Chanel, een Franse missionaris en priester, die op Futuna als martelaar stierf.

## Geschiedenis
Futuna en Alofi, dat 1,7 km ten zuidwesten van Futuna ligt, zijn in 1616 ontdekt door de Nederlandse ontdekkingsreizigers Jacob le Maire en Willem Cornelisz Schouten. Ze noemden de eilanden Hoornse Eilanden naar de geboorteplaats van Schouten. De eilandengroep wordt nog steeds Îles de Horne genoemd.

## Bestuurlijke indeling
Het westelijke gedeelte van Futuna, waar het grootste dorp Leava gelegen is, vormt het traditioneel koninkrijk Sigave, het oostelijk gedeelte vormt samen met Alofi het koninkrijk Alo.
De lokale bevolking spreekt in het dagelijks leven een Polynesische taal en leren op school Frans dat ze gebruiken voor officiële zaken en contacten met Europeanen.

## Fauna
Er komen slechts twee zoogdieren voor, waarvan er één (de bruine rat, Rattus norvegicus) geïntroduceerd is. De andere, de Tongavleerhond (Pteropus tonganus) heeft het eiland waarschijnlijk op natuurlijke wijze bereikt.

## Vervoer
Vanop de luchthaven van Futuna te Vele, in het uiterste zuidoosten van het eiland, voert de Nieuw-Caledonische luchtvaartmaatschappij Aircalin normaliter lijnvluchten uit naar het hoofdeiland Wallis, dat op zijn beurt is verbonden met Fiji en Nieuw-Caledonië.

## Petrus Chanel
Na de ontdekking van het eiland werd het missiegebied van de Maristen, en het werd bekend om het martelaarschap van Petrus Chanel in 1841.